# Euprosopia latifrons
Euprosopia latifrons är en tvåvingeart som beskrevs av Friedrich Georg Hendel 1914. Euprosopia latifrons ingår i släktet Euprosopia och familjen bredmunsflugor.
Artens utbredningsområde är Sri Lanka. Inga underarter finns listade i Catalogue of Life.